# Effet Struve-Sahade
L'effet Struve-Sahade (effet S-S) se produit dans un système stellaire binaire spectroscopique à raies doubles lorsque l'intensité des raies spectrales des composantes varie pendant le mouvement orbital.
Un système binaire spectroscopique est dit à raies doubles lorsque les raies d'absorption des deux étoiles peuvent être observées avec un spectroscope. À mesure que chaque membre du système stellaire s'approche de l'observateur à son tour, les raies d'absorption de cette étoile sont décalées vers l'extrémité bleue du spectre optique par l'effet Doppler. De même, lorsqu'une étoile s'éloigne, ses lignes sont déplacées vers l'extrémité rouge du spectre. Chacune de ces raies d'absorption a une intensité caractéristique qui dépend des propriétés physiques de la photosphère. L'effet Struve-Sahade se produit lorsque ces raies deviennent anormalement plus faibles lorsque le spectre d'une étoile est décalé vers le rouge et plus fort quand il est décalé vers le bleu, plus visible dans la composante secondaire.
Cet effet est observé pour le système de Spica, qui se compose de deux étoiles de classe B, et pour des paires d'étoiles massives de classe O telles que AO Cassiopeiae et HD 93403.
L'effet Struve-Sahade a été signalé pour la première fois par Otto Struve en 1937. Il est devenu important car l'effet remettait en question les valeurs de paramètres tels que les rapports de masse et de luminosité dans les systèmes binaires spectroscopiques massifs. En 1950, Struve a tenté d'expliquer l'effet comme le résultat de courants de gaz traînant derrière l'étoile secondaire, provoquant l'obscurcissement de l'étoile lorsque l'étoile s'éloignait. En 1959, Jorge Sahade a produit un modèle où un courant gazeux s'étendait du membre primaire au membre secondaire du système binaire, et l'opacité de ce courant produisait l'affaiblissement des raies d'absorption. L'effet est alors devenu connu sous le nom d'effet Struve-Sahade. En 1997, Gies et ses collègues ont fourni une explication alternative, arguant que la collision entre les vents stellaires des deux étoiles se traduit par un choc d'étrave qui est dévié par la force de Coriolis, le plaçant dans une position obscurcissante le long de la ligne de visée vers l'étoile secondaire. D'autres hypothèses ont depuis été émises pour expliquer cet effet, mais les modèles ne reproduisent toujours pas complètement l'intensité observée de raies.